# Zina Aita
Tereza o Terezina Aita (Belo Horizonte, Minas Gerais, Brasil, 1900 — Nàpols, Itàlia, 1967 o 1968), més coneguda com a Zina Aita, va ser una pintora, dibuixant i ceramista brasilera que, tot i oblidada amb el temps, va ser una figura decisiva del modernisme artístic renovador, de l'avantguarda al Brasil.

## Biografia
Va néixer a Belo Horizonte, filla d'empresaris italians immigrats. Entre 1914 i 1918, just coincidint amb la Primera Guerra Mundial i encara adolescent, es va traslladar amb la seva família a Itàlia, primer a Nàpols i després a Florença, on comença a assistir a l'Acadèmia de Belles Arts (Accademia di Belle Arti di Firenze), on va estudiar amb Galileo Chini, gran artista en el camp de la pintura i la ceràmica, i molt vinculat a les arts decoratives, un aspecte que Aita també hauria adquirit. Walter Zanini identifica en aquest període una connexió amb el modernisme (és a dir, el que es coneix en altres contrades com a Floreale, Liberty, Art Nouveau, etc.) i el «retorn a l'ordre», afirmant que Aita tindria «una vessant decorativista que no estava lligada als –ismes, sinó al seu propi impuls».

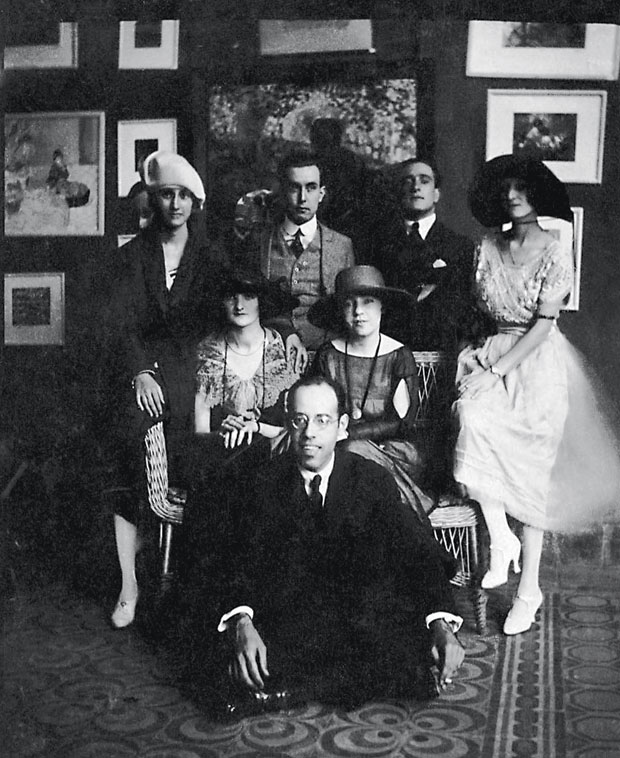
Foto de família durant la celebració de la Setmana d'Art Modern de 1922. A la fila central, Zina Aita (esquerra) i Anita Malfatti (mig)

Va participar en exposicions individuals i col·lectives tant al Brasil com a l'estranger, com ara la Setmana d'Art Modern del 1922 i finalment es traslladà definitivament a Itàlia, on viuria fins a la fi de la seva vida, dedicant-se a les arts industrials, principalment la ceràmica.

## Influències
La historiografia considera que Zina Aita va estar influenciada per Galileo Chini que va ser un representant del grup “Style 1925”, i va fundar la fàbrica “Arte della Ceramica” i juntament amb altres artistes, va publicar el manifest “Renovant renovant-se" ("Rinnovando Rinnovandoci”); també patrocinà la fundació de les Scuole Artistiche Industriale. Fruit d'aquesta influència l'obra de l'Aita, s'apropà cada cop més a les arts decorativo-industrials.

## El retorn al Brasil
Quan torna al Brasil, Zina Aita entra en contacte amb Manuel Bandeira i Ronald de Carvalho i, posteriorment també amb Anita Malfatti i les altres figures importants del modernisme (art modern, d'avantguarda). En aquest context que l'ambient modernista proporcionava a la capital de São Paulo, Aita començar a contribuir fent il·lustracions per a la revista insígnia del modernisme paulista, a Klaxon, una època en què també s'acostaria a l'Art Nouveau i al postimpressionisme, mentre que les seves aquarel·les l'aproparien a Degas. Aracy Amaral classifica Zina Aita i Rego Monteiro com a neoimpressionistes.
Després d'haver obtingut una certa visibilitat al Brasil, aconsegueix exposar en una mostra individual a Belo Horizonte a l'inici dels anys 20. L'artista de Minas Gerais encara participa a la Semana de Arte Moderna de 1922, exhibint vuit llenços i diversos gravats. Els llenços exemplificarien la tendència decorativa de la pintora i la seva preferència per la figura humana, així com una forta connexió amb l'impressionisme. Pel que fa a la Setmana, Yan de Almeida Prado és considerat una mena de mentor, afirmant que ella havia estat, en les arts plàstiques, la que més hauria agradat al públic.

## Període italià
Els anys subsegüents, el 1924, es traslladà definitivament a Itàlia, on residí fins a la seva mort. Passà del 1924 al 1930 estudiant entre les ciutats de Roma, Florença, Milà i Venècia.
A Nàpols, començà a dirigir una fàbrica de ceràmica, la Freda, tradicional en el ram des de 1900, abandonant la pintura per les arts industrials, dedicant-s'hi d'ençà i rebent reconeixement internacional, obtenint diversos premis a més de tenir obres adquirides pel Museu Internacional de la Ceràmica. La manufactura que dirigia treballava molt la tècnica de la faiança. Quan va morir el fundador, els hereus van començar a modernitzar la fàbrica, i a l'arribada d'Aita als anys 30, ja funcionava amb uns vuitanta treballadors.
Avui és evident que, amb l'excepció d'Aracy Amaral, la historiografia s'ha preocupat molt poc per l'artista, ja que les obres que han sobreviscut al Brasil són poquíssimes i la informació sobre la vida personal de l'Aita inexistent, un fet tal vegada explicat per la marxa de l'artista l'any 1924. Les poques obres restants estarien vinculades a la Universitat de São Paulo (USP), l'Instituto de Estudos Brasileiros (IEB) i el Museu de Arte Contemporânea (MAC).
Va tornar al Brasil als anys 50, i en aquesta estada va produir una sèrie d'aquarel·les retratant fauna i flora tropicals, principalment ocells.
Va morir el 1967 a la ciutat italiana de Nàpols.